# الواسطه
الواسطه (به عربی: الواسطة) یک منطقهٔ مسکونی در عربستان سعودی است که در استان مدینه واقع شده‌است.